# Ture Rosvall
Ture Rosvall, švedski veslač, * 6. julij 1891, † 10. oktober 1977.
Rosvall je bil član švedskega četverca s krmarjem široke gradnje, ki je na Poletnih olimpijskih igrah 1912 v Stockholmu osvojil srebrno medaljo. Na istih igrah je veslal tudi v švedskem osmercu, ki je bil izločen v četrtfinalu. 